# Sownik prążkowany
Sownik prążkowany (Aegotheles affinis) – gatunek średniej wielkości ptaka z rodziny sowników (Aegothelidae). Występuje endemicznie na Nowej Gwinei. IUCN umieszcza go w kategorii NT (Near Threatened – gatunek bliski zagrożenia).

## Taksonomia
Po raz pierwszy gatunek opisał Tommaso Salvadori w 1876. Holotyp pochodził z gór Pegunungan Arfak. Został odłowiony na wysokości około 1200 m n.p.m. w lokalizacji określanej jako Warmendi (0°22,2′S 132°39,0′E/-0,370000 132,650000; półwysep Ptasia Głowa). Była to dorosła samica sownika prążkowanego, przekazana do kolekcji Beccariego. Autor nadał nowemu gatunkowi nazwę Aegotheles affinis. Jest ona podtrzymywana obecnie (2023) przez Międzynarodowy Komitet Ornitologiczny (IOC).
Sownik prążkowany jest obecnie uznawany za gatunek monotypowy. Dawniej oprócz podgatunku nominatywnego wyróżniano podgatunek A. a. terborghi (sownik samotny). Obecnie jest on klasyfikowany jako podgatunek sownika jarzębatego (A. bennettii). Takson terborghi bywał uznawany za podgatunek sownika prążkowanego na podstawie wyników badań Dumbacher et al. (2003). Rozważano też możliwość, że reprezentuje odrębny gatunek. Ewentualnej przynależności terborghi do A. affinis nie wspierają przesłanki oparte na różnicach w upierzeniu oraz zasięgu występowania obydwu tych taksonów. Obszar występowania sowników prążkowanych jest oddalony od miejsca typowego oraz miejsca jedynej obserwacji taksonu terborghi o około 1300–1400 km.
Do niedawna sownik prążkowany łączony był w jeden gatunek z sownikiem jarzębatym (A. bennettii), jednak znaczący dystans genetyczny w połączeniu z różnicami w morfologii (szczególnie w rozmiarach ciała) i rozmieszczenie geograficzne obydwu tych sowników stanowią przesłankę do zachowania statusu sownika prążkowanego jako odrębnego gatunku. Wskazane jest jednak dokładniejsze zbadanie różnic w morfologii oraz udokumentowanie głosów tych ptaków. Sownik prążkowany bywał również wymieniany jako podgatunek australijskiego (A. cristatus).

## Morfologia
Długość ciała wynosi około 23 cm. U 4 samców i 1 samicy długość skrzydła wynosiła odpowiednio 134–135 mm i 139 mm, natomiast długość ogona – 110–115 mm i 121 mm. Ogólny wzór upierzenia sowników prążkowanych przypomina ten u sowników jarzębatych – z ciemno prążkowanym całym ciałem i upierzeniem jaśniejszym na spodzie ciała. Większość upierzenia płowobrązowa. Policzki płowe. Brzuch białawy. Na wzór na głowie składają się większe elementy niż te pokrywające resztę upierzenia. Większość sowników prążkowanych ma charakterystyczną jasną obrożę.

## Zasięg występowania i ekologia
Sowniki prążkowane występują jedynie w górach Pegunungan Arfak na półwyspie Ptasia Głowa w północno-zachodniej części Nowej Gwinei. Poszukiwania nowych zamieszkiwanych przez te ptaki obszarów należy prowadzić w górach Tamrau, a być może i w pasmach części łączącej Ptasią Głowę z resztą wyspy (stąd określanej jako Bird’s Neck), zwłaszcza Wandammen Mts.
Według BirdLife International szacunkowy zasięg występowania A. affinis to 100 km².
Sowniki prążkowane zamieszkują lasy w niższych partiach gór Arfak. Spotykane są na wysokościach 80–1500 m n.p.m.

## Status zagrożenia
Międzynarodowa Unia Ochrony Przyrody (IUCN) nadała sownikowi prążkowanemu status gatunku niedostatecznie rozpoznanego (DD, Data Deficient) w 2013 i 2016. Od 2023 jest klasyfikowany jako gatunek bliski zagrożenia (NT, Near Threatened). Gatunek jest bardzo słabo poznany, a jego liczebność nie została oszacowana, choć przypuszcza się, że jest to ptak rzadki. Trend populacji uznaje się za spadkowy ze względu na postępującą utratę siedlisk leśnych.